# ريغوبيرتا مينتشو

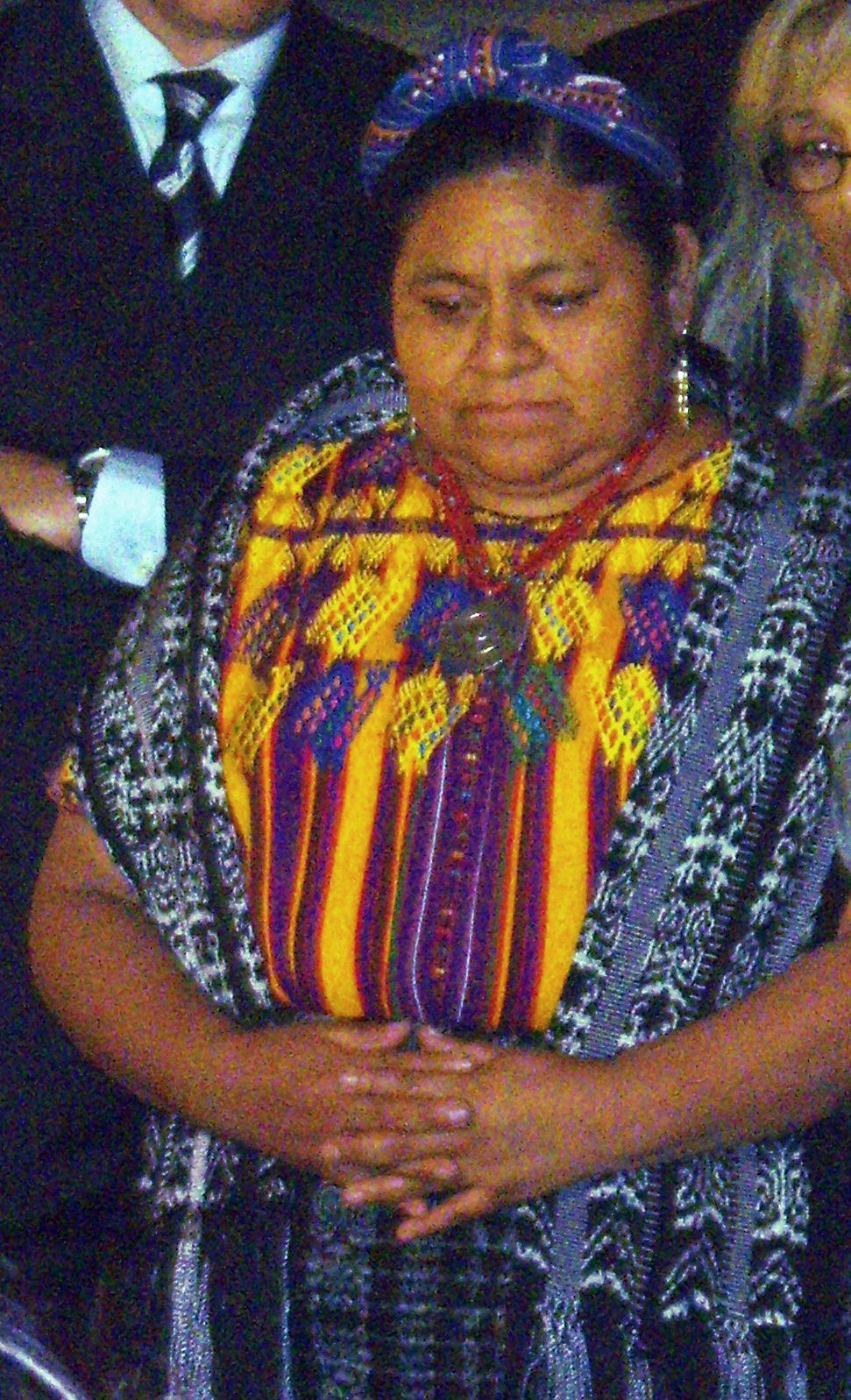
ريغوبيرتا مينتشو

ريغوبيرتا مينتشو توم (بالإسبانية Rigoberta Menchú Tum) المولودة في التاسع من يناير عام 1959 هي سياسية كيتشية وناشطة في مجال حقوق الإنسان من غواتيمالا. كرست مينتشو حياتها لتعميم حقوق سكان غواتيمالا الأصليين خلال وبعد الحرب الأهلية الغواتيمالية (1960 – 1996)، وتعزيز حقوق السكان الأصليين دوليًا.
تلقت جائزة نوبل للسلام عام 1992 وجائزة أميرة أستورياس عام 1998، بالإضافة إلى عدة جوائز رفيعة. وهي موضوع كتاب سيرة الحياة أنا ريغوبيرتا مينتشو (1983) وكاتبة السيرة الذاتية عبور الحدود (1998) من ضمن أعمال أخرى. تعمل مينتشو أيضًا كسفيرة نوايا حسنة لليونسكو. ترشحت لرئاسة غواتيمالا في عامي 2007 و 2011 بعد أن أسست الحزب الأول في البلاد للسكان الأصليين، والمدعو باسم ويناك.

## النشاط في غواتيمالا
بعد أن تركت المدرسة، عملت مينتشو كناشطة خرجت اعتراضًا على انتهاكات حقوق الإنسان التي مارستها القوات المسلحة الغواتيمالية خلال الحرب الأهلية التي شهدتها البلاد، والتي استمرت من عام 1960 إلى 1996. بعد نفيها في عام 1981، استمرت مينتشو في تنظيم المقاومة للقمع في غواتيمالا وتنظيم الصراع من أجل حقوق السكان الأصليين من خلال المشاركة في تأسيس الجمهورية المتحدة للمعارضة الغواتيمالية. هرب عشرات آلاف الأشخاص معظمهم من هنود المايا إلى المكسيك بين عامي 1982 و 1984 خلال ذروة الحرب الأهلية الغواتيمالية التي استمرت 36 عامًا.
قامت مينتشو بدور رئيسة سفراء النوايا الحسنة في سياق اتفاقات السلام التي جرت في غواتيمالا عام 1996. في العام ذاته تلقت جائزة بيس آبي للشجاعة والضمير الصاحي في بوسطن.
بعد انتهاء الحرب الأهلية في غواتيمالا، سعت مينتشو إلى مقاضاة عدد من الشخصيات البارزة السياسية والعسكرية الغواتيمالية في المحاكم الإسبانية. في عام 1999، تقدمت بشكوى أمام محكمة في إسبانيا لأن محاكمة جرائم الحرب في فترة الحرب الأهلية في غواتيمالا كانت مستحيلة عمليًا. تعرقلت هذه المحاولات إذ قررت المحاكم الإسبانية أن المدعين لم يستنفذوا بعد جميع احتمالات طلب العدالة من النظام العدلي الغواتيمالي. في الثالث والعشرين من ديسمبر عام 2006، طالبت إسبانيا بتسليم غواتيمالا لسبع أعضاء سابقين في الحكومة الغواتيمالية، من ضمنهم إفرين ريوس مونت وأوسكار ميخيا بتهم الإبادة الجماعية والتعذيب. قضت المحكمة الإسبانية العليا بأن قضايا الإبادة الجماعية المرتكبة في الخارج يجب أن تُحكم في إسبانيا، حتى لو لم يصب أي مواطن إسباني، بالإضافة إلى مقتل مواطنين إسبانيين، تضمنت أكثر التهم خطورة الإبادة الجماعية ضد شعب المايا في غواتيمالا.

### السياسة
في الثاني عشر من فبراير عام 2007، أعلنت مينتشو أنها سوف تؤسس حزبًا سياسيًا للسكان الأصليين يدعى باسم اللقاء من أجل غواتيمالا (بالإسبانية Encuentro por Guatemala) وأنها سوف ترشح نفسها في الانتخابات الرئاسية عام 2007. كانت أول امرأة من المايا تترشح في أي انتخابات غواتيمالية. ولو تم انتخابها لكانت رابع رئيس في أمريكا اللاتينية من السكان الأصليين بعد بينيتو خواريز في المكسيك وأليخا توليدو في البيرو وإيفو مورالس في بوليفيا.
في انتخابات عام 2007، خسرت مينتشو الانتخابات منذ الجولة الأولى، إذ تلقت 3% فقط من الأصوات. في عام 2009، دخلت مينتشو في حزب ويناك حديث العهد. وكانت مرشحة الحزب للانتخابات الرئاسية عام 2011، لكنها خسرت في الجولة الأولى جامعة 3% من الأصوات فقط مرة أخرى. بالرغم من أن مينتشو لم تُنتخب، نجح ويناك في أن يصبح أول حزب سياسي للسكان الأصليين في غواتيمالا.

## النشاط على الصعيد الدولي
انضمت مينتشو إلى مجال الصناعات الدوائية للسكان الأصليين كرئيسة لمنظمة «الصحة للجميع» (بالإسبانية: Salud para Todos) وشركة «فارماسياس سيميلارس» وذلك بهدف توفير أدوية مكافئة زهيدة السعر. عملت كرئيسة لـ «الصحة للجميع» منذ عام 2003 وافتتحت صيدليات على امتداد غواتيمالا. كرئيسة لهذه المنظمة، تلقت مينتشو معارضة من الشركات الدوائية الكبيرة بسبب رغبتها في تقصير عمر براءة الاختراع لعدد من أدوية متلازمة العوز المناعي المكتسب والسرطان، وزيادة توفرها في السوق والقدرة على شرائها.
منذ عام 1996، استخدمت مينتشو منصبها كسفيرة نوايا حسنة لليونسكو من أجل حضور عدد من المحاضرات والمؤتمرات، ومن ضمنها إعطاء محاضرة حول «حقوق الإنسان والعدالة الاجتماعية» في جامعة كونيتيكت عام 2012. في عام 2015، التقت مينتشو بالمديرة العامة لليونسكو إيرينا بوكوفا من أجل تعزيز العلاقات بين غواتيمالا والمنظمة.
في عام 2006، كانت مينتشو واحدة من مؤسسي مبادرة نوبل النسائية، بالإضافة إلى فائزات أخريات بجائزة نوبل للسلام مثل جودي ويليامز وشيرين عبادي ووانجاري ماثاي وبيتي ويليامز وميريد كوريغان. قررت هؤلاء النساء الممثلات لأمريكا الشمالية وأمريكا الجنوبية وأوروبا والشرق الأوسط وأفريقيا جمع خبراتهن في مجهود موحد من أجل السلام والعدالة والمساواة. إن هدف مبادرة نوبل النسائية هو المساعدة على تقوية وتعزيز حقوق المرأة حول العالم.
مينتشو أيضًا عضو في منظمة بيس جام، وهي منظمة تهدف إلى استخدام الفائزين بجائزة نوبل كمعلمين ومُثل عليا للشباب وتوفير الوسائل المناسبة لهؤلاء الفائزين من أجل مشاركة معارفهم وشغفهم وخبراتهم. وهي تسافر حول العالم لتتحدث إلى الشباب من خلال مؤتمرات بيس جام. كما أنها كانت عضوًا في لجنة الشرف لمؤسسة شيراك منذ انطلاق المؤسسة عام 2008 من قبل الرئيس الفرنسي السابق جاك شيراك بهدف تشجيع السلام العالمي.
استمرت مينتشو في نشاطها خلال السنوات الأخيرة، تبعًا لوكالة برينسا لاتينا، من خلال الاستمرار في نشر الوعي حول مشاكل مثل التفاوت السياسي والاقتصادي، بالإضافة إلى التغير المناخي.

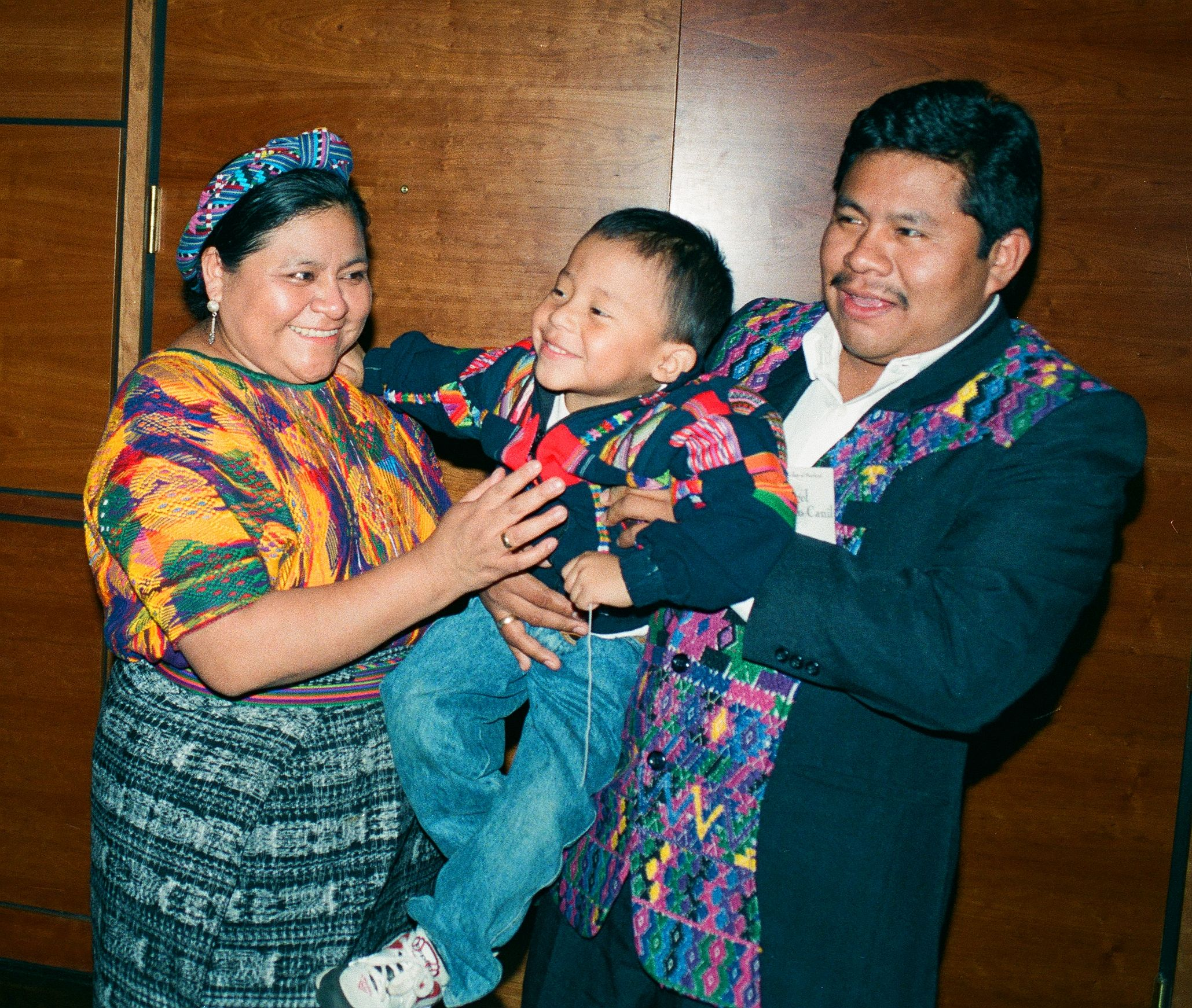
منشو مع زوجها وابنها

في مقابلة لمينتشو مع صحيفة إل كوميرسيو في سبتمبر من عام 2019، أعلنت أنه وبالرغم من وجود الكثير من انتهاكات حقوق الإنسان في فنزويلا، إلا أنها كانت لتتردد في طلب المساعدة من قبل قوة خارجية لتتدخل في الحكومة الحالية.

## الإرث

### الجوائز والتكريمات
- 1992: جائزة نوبل للسلام عن دعمها وعملها المستمر في مجال العدالة الاجتماعية للسكان الأصليين في أمريكا اللاتينية.[26]
- 1992: منصب سفير النوايا الحسنة لليونسكو على دعمها للسكان الأصليين في غواتيمالا.
- 1996: جائزة بيس آبي للشجاعة والضمير الصاحي على مؤلفاتها ودعمها للسكان الأصليين في غواتيمالا.[27]
- 1998: جائزة أمير النمسا على تحسين ظروف النساء في المجتمعات التي يعملن بها. (بالاشتراك مع 6 نساء أخريات).[28]
- 1999: دعي كويكب 9481 Menchú تيمنًا بها.[29]
- 2010: جائزة نسر الأزتيك على خدماتها المقدمة إلى المكسيك.[30]
- 2018: جائزة سبيند لاف على دعمها لمجتمعات الأقلية.[31]

### المنشورات
- أنا، ريغوبيرتا مينتشو (1983)[32]
- عبور الحدود (1998).[33][34]
- ابنة المايا (1999).[35]
- الفتاة من كيمل (2005).[36]
- جرة العسل (2006).[37]
- مسيرة حياة ريغوبيرتا مينتشو توم في الزمن (2012).[38][39]

### الجدل حول شهادتها
بعد أكثر من عشر سنوات على نشر كتاب أنا، ريغوبيرتا مينتشو، حقق عالم الإنسانيات ديفد ستول في قصة مينتشو وادعى أن مينتشو غيرت بعض العناصر في قصة حياتها وعائلتها وقريتها من أجل تحقيق الشعبية التي احتاجتها من أجل حركتها الشعبية. تلقى الجدل الذي أثاره كتاب ستول تغطية واسعة في الإعلام الأمريكي في ذلك الوقت. وفي انتقاد خاص موجه إلى كتاب ستول، ذكرت عالمة الإنسانيات فكتوريا سانفورد الكثير من المغالطات في كتاب ستول، وادعت أنه استخدم مصادر مشكوكًا بأمرها كمعلومات بحثية لكتابه.
نبذت لجنة نوبل أي ادعاءات لإلغاء جائزة نوبل الخاصة بمينتشو، رافضة ادعاءات التزوير لستول. وقال غير لوندستاد أمين اللجنة أن جائزة مينتشو مُنحت لها بسبب دعمها وعملها في مجال العدالة الاجتماعية، وليس بسبب شهادتها.

## وصلات داخلية
- قائمة السيدات الحاصلات على جائزة نوبل

## روابط خارجية
- ريغوبيرتا مينتشو على موقع الموسوعة البريطانية (الإنجليزية)
- ريغوبيرتا مينتشو على موقع مونزينجر (الألمانية)
- ريغوبيرتا مينتشو على موقع إن إن دي بي (الإنجليزية)